# Parnice
Parnice är ett samhälle i Bosnien och Hercegovina.   Det ligger i entiteten Republika Srpska, i den nordvästra delen av landet, 190 km nordväst om huvudstaden Sarajevo. Parnice ligger 171 meter över havet och antalet invånare är 171.
Terrängen runt Parnice är platt åt nordväst, men åt sydost är den kuperad. Terrängen runt Parnice sluttar norrut. Närmaste större samhälle är Bosanska Dubica, 3,1 km norr om Parnice. 
I omgivningarna runt Parnice växer i huvudsak lövfällande lövskog. Runt Parnice är det ganska tätbefolkat, med 67 invånare per kvadratkilometer.